# Irène Tunc
Pour les articles homonymes, voir Tunc.
Irène Tunc est une actrice et mannequin française, née le 25 septembre 1934 à Lyon 4e et morte le 16 janvier 1972 à Versailles.
Elle fut Miss France en 1954.

## Biographie

### Enfance et études
Irène Tunc naît le 25 septembre 1934 à Lyon 4e sous le nom d'état civil de Irène Pierrette Louise Tunc,, d'un père marchand de meubles.
Elle fait ses études dans une institution religieuse jusqu'à ses 15 ans.

### Mannequinat
Durant l'été 1953, elle est élue Miss Côte d'Azur à Juan-les-Pins. Elle est alors essentiellement connue dans sa région, comme mannequin posant dans des magazines locaux, pour des machines à laver ou des postes TSF, pour des photos en tenues de plages, en maillots de bain. Elle est sportive, avec un bon niveau en natation.

### Miss France 1954
Irène Tunc est élue Miss France 1954 à 19 ans, au casino d'Évian-les-Bains. Ses demoiselles d'honneur (terme désignant les dauphines à cette époque) sont Miss Île-de-France, Danièle Génault, 18 ans, et Miss Paris, Ghislaine Tournieux, 19 ans. Elle succède à Sylviane Carpentier, Miss France 1953.

### Carrière d'actrice

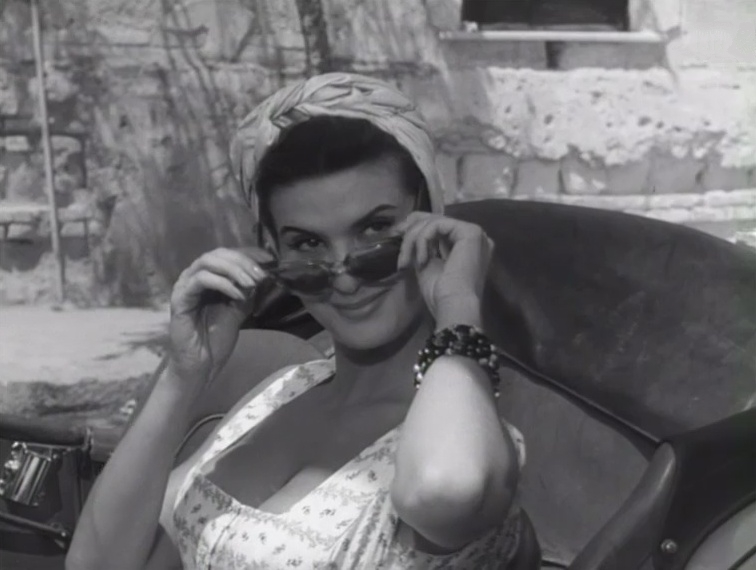
Irène Tunc dans Lazzarella (1957).

En 1954, Irène Tunc démarre très vite une carrière d'actrice, en Italie d'abord. Sa première dauphine, Isabelle Génault assure donc l'intérim de Miss France. Après deux films, Irène Tunc revient en France et s'installe à Paris où elle poursuit sa carrière de mannequin. Elle intègre alors une école d'art dramatique dirigée par Françoise Rosay. Elle joue ensuite dans de nombreux films et téléfilms, tournés avec des réalisateurs français et italiens.
De 1958 à 1964, Irène Tunc a été mariée au réalisateur belge Ivan Govar. Elle épouse ensuite le cinéaste Alain Cavalier,.
En 1971, elle a fait partie des 343 femmes qui ont publiquement déclaré dans le Manifeste des 343 s'être fait avorter.

### Mort et hommage
Irène Tunc meurt à Versailles le 16 janvier 1972, à l'âge de 37 ans, des suites de ses blessures dans un accident de la route. Elle est inhumée au cimetière nouveau de la Croix-Rousse (14e division), à Lyon.
Alain Cavalier lui a consacré le film Irène sorti en 2009.

## Filmographie

### Cinéma
- 1954 : Opération de nuit (Operazione notte) de Giuseppe Bennati
- 1954 : Camilla de Luciano Emmer : Donatella
- 1955 : Sophie et le Crime de Pierre Gaspard-Huit : la belle-fille
- 1955 : Frou-frou d'Augusto Genina
- 1955 : Bravissimo de Luigi Filippo D'Amico : Dominique
- 1956 : Les Truands de Carlo Rim : une femme de Jim
- 1956 : Vous pigez ? de Pierre Chevalier : Lucia
- 1956 : Si Paris nous était conté de Sacha Guitry : la comtesse de Malazet
- 1956 : Paris Canaille (film) de Pierre Gaspard-Huit
- 1957 : Lazzarella de Carlo Ludovico Bragaglia : Brigitte Clermont
- 1957 : Le colonel est de la revue de Maurice Labro
- 1957 : Vacances explosives de Christian Stengel : Eva, la cocotte de Monsieur Jo
- 1957 : Une Parisienne de Michel Boisrond : la maîtresse de Michel
- 1958 : La sposa (it) d'Edmondo Lozzi : Flora
- 1958 : L'Esclave d'Orient ou Aphrodite, déesse de l'amour (Afrodite, dea dell'amore) de Mario Bonnard : Diala
- 1958 : À Paris tous les deux - Paris Holiday de Gerd Oswald : la jolie femme du bateau
- 1959 : Le Chevalier du château maudit (Il cavaliere del castello maledetto) de Mario Costa : Fiamma
- 1959 : Katia de Robert Siodmak
- 1960 : Le signore (it)' de Turi Vasile
- 1960 : La contessa azzurra (it) de Claudio Gora : Serena
- 1960 : Cavalcata selvaggia de Piero Pierotti
- 1960 : Incorrigibles Parents (Genitori in blue-jeans) de Camillo Mastrocinque
- 1960 : Nous sommes deux évadés (Noi siamo due evasi) de Giorgio Simonelli : Silvia
- 1960 : Le Conquérant de l'Orient (Il conquistatore d'Oriente) de Tanio Boccia : Fatima
- 1961 : Léon Morin, prêtre de Jean-Pierre Melville : Christine Sangredin
- 1963 : Dragées au poivre de Jacques Baratier
- 1966 : Le Jardinier d'Argenteuil de Jean-Paul Le Chanois : la dame sur le yacht
- 1967 : Les Aventuriers de Robert Enrico : la secrétaire de Kyobaski
- 1967 : Vivre pour vivre de Claude Lelouch : Mireille
- 1967 : Mise à sac d'Alain Cavalier : Marie-Ange
- 1968 : La Chamade d'Alain Cavalier : Diane
- 1968 : Je t'aime, je t'aime d'Alain Resnais : Marcelle Hannecart
- 1971 : Les Deux Anglaises et le Continent de François Truffaut : Ruta

### Télévision
- 1965 : Mon royaume pour un lapin (série télé) de Jacques R. Villa : Mlle Berthe
- 1965 : Frédéric le gardian (série télé) de Jacques R. Villa : la touriste
- 1968 : Vive la vie (série télé) de Joseph Drimal